# Nowa Wieś (powiat krotoszyński)
Nowa Wieś – wieś w Polsce położona w województwie wielkopolskim, w powiecie krotoszyńskim, w gminie Rozdrażew.
| SIMC    | Nazwa       | Rodzaj      |
| ------- | ----------- | ----------- |
| 0207882 | Mała Wioska | część wsi   |
| 0202146 | Ryczków     | osada leśna |

Miejscowość leżała w obrębie księstwa krotoszyńskiego (1819-1927), którym władali książęta rodu Thurn und Taxis. W okresie Wielkiego Księstwa Poznańskiego (1815-1848) miejscowość należała do wsi większych w ówczesnym pruskim powiecie Krotoszyn w rejencji poznańskiej. Nowa Wieś należała do okręgu krotoszyńskiego tego powiatu i stanowiła odrębny majątek, którego właścicielem był wówczas książę Maximilian Karl von Thurn und Taxis. Według spisu urzędowego z 1837 roku wieś liczyła 596 mieszkańców, którzy zamieszkiwali 67 dymów (domostw).
W latach 1975–1998 miejscowość administracyjnie należała do województwa kaliskiego. We wsi znajdował się przystanek rozebranego odcinka Krotoszyn - Pleszew Krotoszyńskiej Kolei Dojazdowej. Pociąg zakończył bieg 12 stycznia 1986 r.